# Muhlenbergia breviligula
Muhlenbergia breviligula är en gräsart som beskrevs av Albert Spear Hitchcock. Muhlenbergia breviligula ingår i släktet muhlygräs, och familjen gräs. Inga underarter finns listade i Catalogue of Life.